# Lamar Hunt U.S. Open Cup 2019
La Lamar Hunt U.S. Open Cup 2019 è stata la 106ª edizione della coppa nazionale statunitense.

## Primo turno
| Squadra 1              | Risultato       | Squadra 2                 |
| ---------------------- | --------------- | ------------------------- |
| Richmond Kickers       | 6 – 2           | Virginia United           |
| Lakeland Tropics       | 1 – 1 (7-8 dtr) | The Villages              |
| N.Y. Red Bulls II      | 4 – 4 (5-3 dtr) | FC Motown                 |
| Baltimore Christos     | 1 – 1 (4-5 dtr) | West Chester United       |
| Tormenta 2             | 3 – 0           | Red Wolves                |
| Milwaukee Bavarians    | 0 – 2           | Forward Madison           |
| Laredo Heat            | 1 – 0           | Cavalry                   |
| Academica              | 1 – 2           | El Farolito               |
| Cal                    | 5 – 1           | Mulhouse Portland         |
| Orange County FC       | 2 – 0           | Golden State Force        |
| Erie Commodores        | 1 – 2           | Dayton Dutch Lions        |
| Reading United AC      | 2 – 1           | Philadelphia Lone Star FC |
| Greenville Triumph     | 1 - 0           | Tormenta                  |
| Miami FC               | 1 – 2           | Florida Soccer Soldiers   |
| Cosmos B               | 2 – 1           | Black Rock FC             |
| Little Rock Rangers    | 2 – 2 (2-4 dtr) | NTX Rayados               |
| Des Moines Menace      | 1 – 1 (3-1 dtr) | Duluth                    |
| Midland-Odessa Sockers | 1 – 2           | FC Denver                 |
| Lansing Ignite         | 2 – 1           | Ann Arbor                 |

## Secondo turno
| Squadra 1                    | Risultato       | Squadra 2               |
| ---------------------------- | --------------- | ----------------------- |
| Charlotte Independence       | 2 – 2 (4-5 dtr) | Florida Soccer Soldiers |
| Pittsburgh Riverhounds       | 3 – 0           | Dayton Dutch Lions      |
| T.B. Rowdies                 | 4 – 1           | The Villages            |
| Hartford Athletic            | 2 – 1           | Cosmos B                |
| Nashville                    | 3 – 2           | Tormenta 2              |
| OKC Energy                   | 3 – 1           | NTX Rayados             |
| Austin Bold                  | 2 – 0           | Tulsa Roughnecks        |
| San Antonio FC               | 2 – 0           | Laredo Heat             |
| Las Vegas Lights             | 2 – 0           | Cal                     |
| El Farolito                  | 0 – 1           | Fresno FC               |
| Indy Eleven                  | 1 – 0           | Lansing Ignite          |
| North Carolina               | 4 – 1           | Richmond Kickers        |
| Louisville City              | 3 – 0           | Reading United AC       |
| Greenville Triumph           | 1 – 2           | Charleston Battery      |
| Memphis 901                  | 3 – 1           | N.Y. Red Bulls II       |
| Birmingham Legion            | 4 – 1           | West Chester United     |
| Des Moines Menace            | 1 – 1 (1-3 dtr) | Saint Louis FC          |
| El Paso Locomotive           | 0 – 3           | Forward Madison         |
| Colorado Springs Switchbacks | 1 – 0           | FC Denver               |
| Phoenix Rising               | 2 – 2 (3-4 dtr) | New Mexico Utd          |
| Sacramento Republic          | 1 – 0           | Reno 1868               |
| Orange County                | 2 – 2 (3-5 dtr) | Orange County FC        |

## Terzo turno
| Squadra 1                    | Risultato       | Squadra 2               |
| ---------------------------- | --------------- | ----------------------- |
| OKC Energy                   | 4 – 3           | T.B. Rowdies            |
| North Carolina               | 1 – 0           | Florida Soccer Soldiers |
| Pittsburgh Riverhounds       | 1 – 0           | Indy Eleven             |
| Louisville City              | 1 – 0           | Birmingham Legion       |
| Saint Louis FC               | 3 – 1           | Forward Madison FC      |
| Memphis 901                  | 4 – 0           | Hartford Athletic       |
| Nashville                    | 1 – 1 (0-3 dtr) | Charleston Battery      |
| Austin Bold                  | 4 – 2           | San Antonio FC          |
| Colorado Springs Switchbacks | 1 – 2 (dts)     | New Mexico Utd          |
| Sacramento Republic          | 1 – 0 (dts)     | Fresno FC               |
| Las Vegas Lights             | 3 – 5           | Orange County FC        |

## Quarto turno
| Squadra 1        | Risultato       | Squadra 2              |
| ---------------- | --------------- | ---------------------- |
| Columbus Crew    | 1 – 0           | Pittsburgh Riverhounds |
| N.Y. Red Bulls   | 2 – 3 (dts)     | N.E. Revolution        |
| Houston Dynamo   | 3 – 2           | Austin Bold            |
| Saint Louis FC   | 2 – 1           | Chicago Fire           |
| Real Salt Lake   | 0 – 3           | Los Angeles FC         |
| S.J. Earthquakes | 4 – 3           | Sacramento Republic    |
| D.C. United      | 2 – 1 (dts)     | Philadelphia Union     |
| New York City    | 4 – 0           | North Carolina         |
| FC Cincinnati    | 2 – 1 (dts)     | Louisville City        |
| Minnesota Utd    | 4 – 1           | Sporting K.C.          |
| FC Dallas        | 4 – 0           | OKC Energy             |
| Memphis 901      | 1 – 3           | Orlando City           |
| Colorado Rapids  | 2 – 2 (2-4 dtr) | New Mexico Utd         |
| LA Galaxy        | 3 – 0           | Orange County FC       |
| Seattle Sounders | 1 – 2           | Portland Timbers       |
| Atlanta United   | 3 – 1 (dts)     | Charleston Battery     |

## Ottavi di finale
| Squadra 1        | Risultato   | Squadra 2        |
| ---------------- | ----------- | ---------------- |
| Columbus Crew    | 2 – 3       | Atlanta United   |
| Houston Dynamo   | 2 – 3       | Minnesota Utd    |
| D.C. United      | 1 – 2       | New York City    |
| Orlando City     | 2 – 1 (dts) | N.E. Revolution  |
| FC Dallas        | 1 – 2       | New Mexico Utd   |
| Saint Louis FC   | 1 – 0       | FC Cincinnati    |
| Portland Timbers | 4 – 0       | LA Galaxy        |
| Los Angeles FC   | 3 – 1       | S.J. Earthquakes |

## Quarti di finale
| Squadra 1      | Risultato       | Squadra 2        |
| -------------- | --------------- | ---------------- |
| Orlando City   | 1 – 1 (5-4 dtr) | New York City    |
| Atlanta United | 2 – 0           | Saint Louis FC   |
| Minnesota Utd  | 6 – 1           | New Mexico Utd   |
| Los Angeles FC | 0 – 1           | Portland Timbers |

## Semifinali
| Squadra 1     | Risultato | Squadra 2        |
| ------------- | --------- | ---------------- |
| Orlando City  | 0 – 2     | Atlanta United   |
| Minnesota Utd | 2 – 1     | Portland Timbers |

## Finale
| Arbitro: | Allen Chapman |

|                                |           |         |
| Gasper 10’ (aut.) Martínez 16’ | Marcatori | 47’ Lod |